# 갈렴석

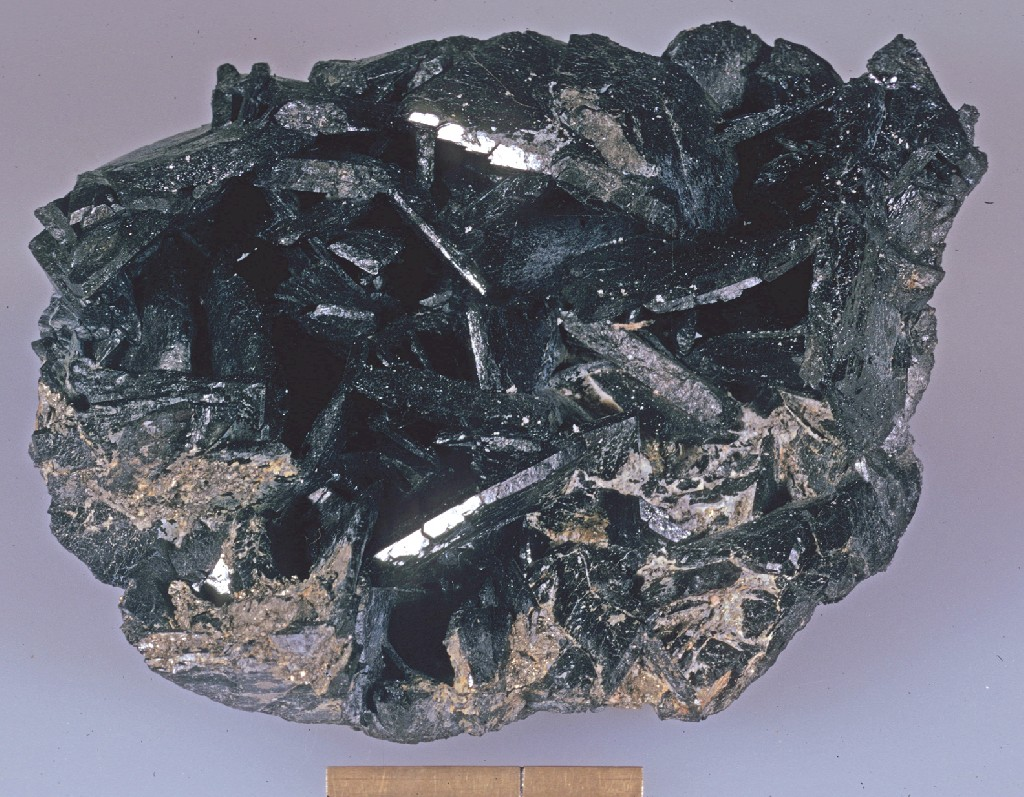
갈렴석

갈렴석(褐簾石, 영어: Allanite)은 단사정계에 속하는 규산염 광물의 일종이다. 화학식은 (Ce,Ca,Y,La)2(Al,Fe+3)3(SiO4)3(OH)이다. 녹렴석 그룹에 속한다.

## 같이 보기
- 광물 목록